# Kashírskoye (Vorónezh)
Kashírskoye (ruso: Каши́рское) es un asentamiento rural y pueblo (seló) de Rusia, capital del raión homónimo en la óblast de Vorónezh.
En 2021, el territorio del asentamiento tenía una población de 4333 habitantes, de los cuales 4166 vivían en el propio pueblo y el resto en tres pedanías: el pueblo de Biriúchenskoye, el posiólok de Krásniye Solonstý y el jútor de Lamakin.
Se ubica unos 30 km al sureste de Vorónezh, junto a la autopista M4 Don que lleva a Rostov del Don y Krasnodar.

## Historia
El pueblo fue fundado en 1764 y sus primeros habitantes fueron campesinos procedentes del uyezd de Kashira de la gobernación de Moscú. Aunque siempre ha sido una localidad rural, se desarrolló notablemente en el siglo XX por su ubicación junto a la autopista M4 Don y su cercanía a Vorónezh. En esta época formó una conurbación con un pueblo vecino llamado "Moskóvskoye", que fue capital de raión entre 1939 y 1959. En 1977, el casco urbano de Moskóvskoye fue integrado en el de Kashírskoye, pasando la nueva localidad unificada a ser la capital del nuevo raión de Kashírskoye, separado ese año del raión de Nóvaya Usman.